# Dimenzionista manifesztum
A Dimenzionista manifesztum Tamkó Sirató Károly által Párizsban, 1936-ban megfogalmazott avantgárd művészeti kiáltvány, melyet a kor legnagyobbjai közül számosan elfogadtak és aláírtak.

## A Manifesztum megszületésének körülményei
A fiatal, jogászvégzettségű Tamkó első verses könyve megjelenése után menekülni volt kénytelen Magyarországról. Avantgárd versei miatt sajtóhadjárat indult ellene, felforgató tevékenység címén ügyészi vizsgálatot követelve.
Párizsba érve tapasztalta, hogy ösztönös elképzelései mennyire egybevágnak a kor legnagyobbjainak művészi elképzeléseivel, ezért hamarosan kiáltványban foglalta össze gondolatait. Munkájának rendkívüli sikere lett. Tamkó visszaemlékezése szerint még Picasso is jelentkezett nála, ám a „túlságosan is festő” Picassót az aláírásról lebeszélte.
A manifesztum alábbi szövege egy 1973-as szignált kézirat alapján ismert.

## A Manifesztum aláírói
Hans Arp, Francis Picabia, Vaszilij Kandinszkij, Robert Delaunay, Marcel Duchamp, Prampolini, César Domela, Camille Bryen, Sonia Delunay-Terk, Sophie Taeuber-Arp, Ervand Kotchar, Pierre Albert-Birot, Frederick Kann, Prinner, Mario Nissim, Nina Negri, Siri Rathsman, Charles Sirató
További csatlakozók:
Ben Nicholson, Alexander Calder, Vincent Huidobro, Kakabadze, Kobro, Joan Miró, Moholy-Nagy László, Antonio Pedro.

## A Manifesztum szövege
Manifesztumunkban ennek a nagy, általános és összegező művészetmozgalomnak lényege és elmélete tudatosul.

A dimenzionizmus életrehívói: egyrészt a modern szellem teljesen új tér és idő koncepciója (geometriai, matematikai, fizikai kifejlesztése Bolyaitól Einsteinen át napjainkban is folyik), másrészt korunk technikai adottságai.
A fejlődés, ez a mindenen áttörő ösztön - a régebbi formákat és a kizajlott lényegeket a kevésbé igényes művészek zsákmányául hagyva - az alkotó művészet úttörőit teljesen új területek felé indította el!
El kell fogadnunk, hogy a tér és az idő nem különböző kategóriák, egymással szembenálló abszolútumok, mint ezt régebben hitték és természetesnek tartották, hanem a nem-euklidészi koncepció értelmében összefüggő dimenziók. Ezt a felfogást ösztönösen érezve, vagy tudatosan magunkévá téve: egyszerre eltűnnek előlünk a művészetek összes régi határai és válaszfalai.
Ez az új ideológia valóságos földrengést, földcsuszamlást idézett elő a művészetek régi rendszerében. Az idetartozó művészeti jelenségeket a "dimenzionizmus" szóval jelöljük. (A művészeteknek ezt a dimenzionista fejlődés-mozgását az "N+1" képlet fejezi ki, mely képlet művészeti vonatkozását a planizmus, a kétdimenziós irodalom elméletében fedeztük fel és általánosítottuk aztán, hogy ezáltal korunk kaotikusnak látszó, rendszertelennek és megmagyarázhatatlannak tűnő művészet-jelenségeit egyetlenegy közös törvényre vezessük vissza a legegyszerűbb módon.)
ÚJ VILÁGÉRZÉSTŐL VEZETVE. A MŰVÉSZETEK EGY ÁLTALÁNOS ERJEDÉSÉN (A Művészetek egymásbahatolása) MOZGÁSBA JÖTTEK ÉS MINDEGYIK EGY ÚJABB DIMENZIÓT SZÍVOTT FEL MAGÁBA, MINDEGYIK ÚJ KIFEJEZÉSFORMÁT TALÁLT A PLUSZ EGY DIMENZIÓ (N+1) IRÁNYÁBAN, utat nyitva az alapvető változás súlyos szellemi következményeinek.
A dimenzionista tendencia kényszerítette, hogy:
I. az Irodalom kilépjen a vonalból és behatoljon a síkba: Kalligrammok, Tipogrammok, Planizmus, Villanyversek.
II. a Festészet kilépjen a síkból és behatoljon a térbe: Festészet a térben. Többanyagú kompozíciók. Konstruktivizmus. Térkonstrukciók. Szürrealista tárgyak.
III. a Szobrászat kilépjen a zárt, mozdulatlan formákból (vagyis az euklidészi térben kialakult formákból), hogy meghódítsa a művészeti kifejezés számára a négydimenziós Minkovszki-féle teret. Mindenekelőtt az úgynevezett "telt szobrászat" felhasadt és bevezetve önmagába a belső terek elemeit, majd a mozgást, így fejlődik: Üreges szobrászat. Nyitott szobrászat. Mozgó szobrászat. Mozgás szobrászat.
IV. S ezután fog kialakulni még egy teljesen új művészet: a Kozmikus Művészet (A Szobrászat Vaporizálása). A négydimenziós, eddig abszolút művészet üres térnek a művészet által való meghódítása. E művészet alapja az anyag nem szilárd, hanem gáznemű állapotban. Az ember ahelyett, hogy kívülről nézné a műtárgyat, maga lesz központja és alanya a műalkotásnak, mely az emberre, mint öt érzékszervű alanyra összpontosított érzékszervi hatásokból áll egy zárt és teljesen uralt kozmikus térben.

Íme legrövidebben összefoglalva a dimenzionizmus lényege. Deduktív a múlt felé. Induktív a jövő felé. Élő a jelenben.

## A dimenzionizmus továbbélése
Tamkó röviddel a kiáltvány megszületése után megbetegedett, és a nyomor elől is menekülve visszatért Magyarországra. Ez meghatározta a manifesztum szerzőjének sorsát, feledésbe ment a fiatal magyar neve. Elvei és elméleti munkája azonban – melyeknek legfőbb értéke, hogy a korábbiaktól eltérően az avantgárdot nem valami ellen, hanem békés építkezésként fogalmazta meg – beépült a nemzetközi művészeti köztudatba.
A dimenzionizmus legnagyobb hatással a mai is élő absztrakt, geometrikus művészeti mozgalomra, a MADI–ra volt, amely nevében is őrzi a manifesztum emlékét (MADI = movement – abstraction – dimension – invention).
Tamkó manifesztumát a Terebess Hungária Kft. elevenítette fel az internet segítségével. Ám még 2005–ben is – Tamkó születésének 100., halálának 25. évfordulóján – alig-alig jelent meg publikáció róla és a munkájáról. Jellemző módon az egyik "fontos" megemlékezés egy jogi vállalati újságban, a CompLex Magazinban jelent meg. Az évfordulón megemlékezést tartott még a MADI art periodical és az Artpool Művészetkutató Központ is.